# Rives-d’Autise
Rives-d’Autise – gmina we Francji, w regionie Kraj Loary, w departamencie Wandea. W 2016 roku liczba ludności wynosiła 2184 mieszkańców. 
Gmina została utworzona 1 stycznia 2019 roku z połączenia dwóch ówczesnych gmin: Nieul-sur-l'Autise oraz Oulmes. Siedzibą gminy została miejscowość Nieul-sur-l'Autise. 